# Leben und Arbeit
Leben und Arbeit ist das Jahrbuch D.L.E.H. (Deutsches Landerziehungsheim) und die Lietz-Zeitung Leben und Arbeit.

## Geschichte
Das Jahrbuch D.L.E.H. wurde von Hermann Lietz von 1898 an geführt und enthält Berichte aus den seinerzeitigen Landerziehungsheimen in Schloss Bieberstein, Schloss Buchenau, Haubinda und dem Landwaisenheim Grovesmühle von ihm selbst sowie anderen Autoren, die von Lietz dazu berufen wurden. Hermann Lietz gab selbst bis zum 16. Jahrbuch heraus.
Leben und Arbeit (LuA) besteht seit 1909 parallel zum Jahrbuch des D.L.E.H. und wurde nach 1919 fortgesetzt von Altbürgern im „Verein der Freunde und Förderer der Hermann-Lietz-Schulen“.

## Einfluss
Literatur und Forschung zu Themen der praktischen Umsetzung der Ideen der Reformpädagogik in Deutschland im frühen 20. Jahrhundert ruhen erheblich auf der Auswertung von D.L.E.H. und L&A der Hermann-Lietz-Schulen.

## Quelle
Bearbeitet vom Archiv HLS Schloss Bieberstein